# Aeroporto di Nižnevartovsk
L'Aeroporto di Nižnevartovsk (in cirillico Аэропорт Нижневартовск, traslitterato Aèroport Nižnevartovsk) (IATA: NJC, ICAO: USNN), è un aeroporto russo situato a circa 4 km a Nord-Ovest dal centro della città di Nižnevartovsk, nella Siberia occidentale.

## Storia
- 1972 - il primo volo di linea dell'Aeroflot effettuato con un Tupolev Tu-134 collega Nižnevartovsk con Mosca.
- 1981 - il primo Tupolev Tu-154 proveniente da Mosca atterrò a Nižnevartovsk.
- 1990 - il primo Ilyushin Il-86 arrivò a Nižnevartovsk, si aprono voli di linea per Minsk, Kiev, Soči, Mineral'nye Vody.[3]
- 2002 - la costruzione del Terminal internazionale dell'aeroporto Nižnevartovsk.[4]
- 2003 - all'aeroporto transitano 593.000 passeggeri, lo scalo si piazza al 16º posto in Russia.[5]
- 2006 - all'aeroporto transitano 515.285 passeggeri, il 8,8% in più rispetto a 473,397 passeggeri transitati nel 2005.[6]

## Dati tecnici
La struttura, posta all'altitudine di 54 m/ 177 ft sul livello del mare, è dotata di un solo terminal ed una sola pista con fondo in asfalto lunga 3 200 m e larga 60 m (10 499 x 197 ft) con orientamento 03/21, dotata di impianto di illuminazione HIRL ad alta intensità e di sistema di atterraggio PAPI.
L'aeroporto è aperto al traffico commerciale ed è equipaggiato per la manutenzione e l'atterraggio/decollo dei modelli di velivoli Antonov An-12, Antonov An-124 (e suoi sviluppi), Ilyushin Il-18, Ilyushin Il-62, Ilyushin Il-76, Ilyushin Il-86, Ilyushin Il-96-300, Yakovlev Yak-42, Tupolev Tu-134, Tupolev Tu-154, Tupolev Tu-204, McDonnell Douglas DC-10, Boeing 737, Boeing 757, Boeing 767 (e suoi sviluppi), Airbus A310 (e suoi sviluppi), Airbus A319, Airbus A320, Airbus A321, di tutti gli aerei di classe inferiore ed elicotteri.
L'aeroporto è lo scalo d'emergenza per l'aeroporto di Streževoj e per l'aeroporto di Surgut.

## Terminal
L'aeroporto di Nižnevartovsk è suddiviso in due Terminali: Terminal NJC-A per i voli nazionali russi e Terminal NJC-B per i voli internazionali con la zona della polizia di frontiera e la zona del controllo doganale.
La capacità del transito nel Terminal NJC-A è di 400 passeggeri/ora, nel Terminal NJC-B è di 150 passeggeri/ora. Il piazzale del parcheggio aeroportuale ha le capacità per gestire 12 aerei di medie e grandi dimensioni all'ora. Il complesso aeroportuale dispone di riserve di carburante per rifornire 45 aerei al giorno (circa 1000 tonnellate di cherosene) e di produrre 1300 porzioni di pasti per i passeggeri al giorno.

## Collegamenti con Nižnevartovsk
Il Terminal aeroportuale si trova nella zona occidentale della città in ulica Aviatorov, 2. L'aeroporto è raggiungibile con le linee del bus no.4 e no.9 del trasporto pubblico municipale dal centro di Nižnevartovsk e con la linea no.15 con Stazione di Nižnevartovsk delle Ferrovie russe.